# Hohentannen
 (septembre 2019).
Si vous êtes l’auteur de ce texte, vous êtes invité à donner votre avis ici. À moins qu’il soit démontré que l’auteur de la page autorise la reproduction et que ce contenu soit compatible avec les principes fondateurs de Wikipédia, cette page sera supprimée ou purgée au bout d’une semaine maximum. En attendant le retrait de cet avertissement, veuillez ne pas réutiliser ce texte.
Hohentannen est une commune suisse du canton de Thurgovie, située dans le district de Weinfelden.
Hohentannen est mentionné pour la première fois en 1256 comme Hontannon. En 1275, il a été mentionné comme dans Hohentannun. [3] Du Moyen Age à 1798, les cours inférieures ont été accordées comme un fief par l'évêque de Constance à Heidelberg. 
Hohentannen, Sitterdorf, Heidelberg et Oetlishausen appartenaient à la paroisse de Bischofszell. En 1812, Heidelberg et Oetlishausen rejoignirent la municipalité de Hohentannen, suivis en 1874, par le hameaude Hummelberg. Hohentannen était autrefois sur la route Sulgen-Bischofszell, mais depuis que la route a déménagé dans la vallée en 1823, le village a été localisé à partir d'une route majeure. L'agriculture et la viticulture ont été remplacées à la fin du XIXe siècle par le bétail et l'élevage laitier. En 1900, les petites entreprises de broderies étaient communes au village. Aujourd'hui, les fossés de gravier sont une source de revenus. Malgré la construction de maisons unifamiliales, Hohentannen a conservé son caractère de village agricole.

## Géographie

Photo aérienne (1959)

Hohentannen a une superficie, à partir de 2009, de 8 kilomètres carrés (3,1 pieds carrés). Sur cette zone, 5,86 km 2 (2,26 pieds carrés) ou 73,3 % sont utilisés à des fins agricoles, tandis que 1,38 km 2 (0,53 milles carrés) ou 17,3 % sont boisés. Du reste du terrain, 0,65 km 2 (0,25 m2) ou 8,1 % sont installés (bâtiments ou routes), 0,1 km 2 (25 acres) ou 1,3 % sont des rivières ou des lacs. [4]
De la zone construite, les bâtiments industriels représentaient 3,3 % de la superficie totale, tandis que les logements et les bâtiments représentaient 0,1 % et les infrastructures de transport représentaient 2,3 %. tandis que les parcs, les ceintures vertes et les terrains de sport représentaient 2,5 %. Sur les terres boisées, 16,1 % de la superficie totale est fortement boisée et 1,1 % est couverte de vergers ou de petits grappes d'arbres. Sur les terres agricoles, 58,4 % sont utilisés pour la culture, tandis que 14,9 % sont utilisés pour les vergers ou les vignes. Toute l'eau dans la municipalité coule de l'eau. [4]
La municipalité est située dans le district de Weinfelden, dans les hauteurs au nord-est de Bischofszell. Il se compose des villages de Hohentannen, Oetlishausen, Heidelberg et Heldswil.
Sa superficie est de 800 ha = 8 km².
Le canton de Thurgovie est situé dans la partie Suisse-Allemande de la Suisse. La Suisse est habituellement divisée en trois grandes zones géographiques telles que :
Du nord au sud, ainsi que par superficie croissante, sont inclus le Jura, le plateau suisse et les Alpes suisses. 
Le plateau constitue par sa densité de population la zone la plus importante en matière démographique et économique.

## Population
Hohentannen a une population (en décembre 2016) de 598. [2] En 2008, 6,2 % de la population sont des ressortissants étrangers. [5] Au cours des 10 dernières années (1997-2007), la population a changé à un taux de 2,7 %. La plupart de la population (en 2000) parle l'allemand (96,9 %), le Serbo-Croate étant le deuxième plus fréquent (0,9 %) et le portugais étant le troisième (0,5 %). [6]
À partir de 2008, la répartition par sexe de la population était de 52,3 % chez les hommes et de 47,7 % chez les femmes. La population était composée de 298 hommes suisses (48,4 % de la population) et de 24 (3,9 %) hommes non suisses. Il y avait 280 femmes suisses (45,5 %) et 14 (2,3 %) femmes non suisses. [5]
En 2008, il y avait 5 naissances vivantes chez les citoyens suisses et les naissances à des citoyens non suisses, et en même temps, il y avait 2 décès de citoyens suisses et 1 décès non ressortissant suisse. En ignorant l'immigration et l'émigration, la population des citoyens suisses a augmenté de 3 alors que la population étrangère a diminué de 1. Il y avait 7 hommes non suisses qui ont émigré de Suisse vers un autre pays et 1 femme non suisse qui a émigré de Suisse vers un autre pays. La variation totale de la population suisse en 2008 (de toutes sources) a diminué de 0 et le changement de population non suisse a été de 6 personnes. Cela représente un taux de croissance de la population de 1,0 %. [5]
La répartition par âge, à partir de 2009, à Hohentannen est ; 69 enfants ou 11,6 % de la population ont entre 0 et 9 ans et 117 adolescents ou 19,7 % sont entre 10 et 19. De la population adulte, 59 personnes ou 9,9 % de la population ont entre 20 et 29 ans. 54 personnes ou 9,1 % sont entre 30 et 39, 130 personnes ou 21,9 % sont entre 40 et 49 et 63 personnes ou 10,6 % sont entre 50 et 59. La répartition de la population âgée est de 40 personnes, soit 6,7 % de la population entre 60 ans et 69 ans, 34 personnes ou 5,7 % sont entre 70 et 79 ans, il y a 25 personnes ou 4,2 % qui ont entre 80 et 89 ans, et 2 personnes ou 0,3 % ont 90 ans et plus. [7]
En 2000, il y avait 212 ménages privés dans la municipalité, et en moyenne 2,7 personnes par ménage. [6] En 2000, il y avait 77 maisons unifamiliales (soit 80,2 % du total) sur un total de 96 bâtiments habités. Il y avait 13 bâtiments à deux familles (13,5 %), 3 trois bâtiments familiaux (3,1 %) et 3 bâtiments multifamiliaux (soit 3,1 %). [8] Il y avait 112 (ou 19,1 %) des personnes qui faisaient partie d'un couple sans enfants et 374 (ou 63,8 %) qui faisaient partie d'un couple avec des enfants. Il y avait 31 (ou 5,3 %) des personnes qui vivaient dans une famille monoparentale, 6 personnes qui vivaient dans un ménage composée de parents et 6 qui sont soit institutionnalisées, soit vivent dans un autre type de logement collectif. [9]
Le taux d'inoccupation pour la municipalité, en 2008, était de 1,23 %. À partir de 2007, le taux de construction des logements neufs était de 3,3 unités nouvelles pour 1000 résidents. [6] En 2000, il y avait 232 appartements dans la municipalité. La superficie de l'appartement le plus commun était l'appartement de 6 pièces dont il y avait 75. Il y avait 3 appartements individuels et 75 appartements avec six chambres ou plus. [10] À partir de 2000, le prix moyen pour louer un appartement moyen à Hohentannen était de 1105,88 francs suisses (CHF) par mois (US $ 880, £ 500, 710 € environ taux de change par rapport à 2000). Le tarif moyen pour un appartement d'une pièce était de 500.00 CHF (US $ 400, £ 230, € 320), un appartement de deux pièces était d'environ 445.00 CHF (US $ 360, £ 200, € 280), un appartement de trois pièces était à propos de 829.00 CHF (US $ 660, £ 370, € 530) et un appartement de six pièces ou plus coûte en moyenne 1453.00 CHF (US $ 1160, £ 650, € 930). Le prix moyen des appartements à Hohentannen était de 99,1 % de la moyenne nationale de 1116 CHF. [11]
Lors de l'élection fédérale de 2007, le parti le plus populaire a été le vice - président principal qui a reçu 52,77 % du vote. Les trois autres partis les plus populaires ont été le CVP (10,6 %), le Green Party (9,38 %) et le FDP (8,65 %). Lors de l'élection fédérale, 208 voix ont été exprimées et la participation électorale était de 51,7 %. [12]
Croissance de la population
| Année | Population |
| ----- | ---------- |
| 1990  | 529        |
| 2004  | 600        |
| 2011  | 607        |

## Économies
En 2007, Hohentannen affichait un taux de chômage de 0,35 %. En 2005, il y avait 113 personnes employées dans le secteur économique primaire et environ 43 entreprises impliquées dans ce secteur. 45 personnes sont employées dans le secteur secondaire et il y a 8 entreprises dans ce secteur. 46 personnes sont employées dans le secteur tertiaire, avec 15 entreprises dans ce secteur. [6]
En 2000, il y avait 408 travailleurs qui vivaient dans la municipalité. Parmi ceux-ci, 153 ou environ 37,5 % des résidents travaillaient à l'extérieur de Hohentannen alors que 44 personnes se sont mutées dans la municipalité pour travailler. Il y avait 299 emplois (au moins 6 heures par semaine) dans la municipalité. [14] De la population active, 4,3 % ont utilisé le transport en commun pour se rendre au travail et 42,2 % ont utilisé une voiture privée. [6]

## Religion
Du recensement de 2000, 171 ou 29,2 % étaient catholiques, tandis que 308 ou 52,6 % appartenaient à l'Église réformée suisse. Du reste de la population, il y avait 1 Vieux catholique appartenant à l'Église catholique chrétienne de Suisse, et il y a 41 individus (soit environ 7,00 % de la population) qui appartiennent à une autre église chrétienne. Il y avait 9 (ou environ 1,54 % de la population) qui sont islamiques. 37 (soit environ 6,31 % de la population) appartiennent à aucune église, sont agnostiques ou athées, et 19 personnes (soit environ 3,24 % de la population) n'ont pas répondu à la question. [15]

## Éducation
Toute la population suisse est généralement bien éduquée. Dans Hohentannen, environ 74,5 % de la population (entre 25 et 64 ans) ont terminé soit un enseignement secondaire supérieur non obligatoire, soit des études supérieures supplémentaires (université ou Fachhochschule).

## Célébrités
- Ignaz Epper (6 juillet 1892 à Saint-Gall, 12 janvier 1969 à Ascona), peintre artistique, graphiste, gravure sur bois ;
- Mischa Epper-Quarles van Ufford (* 18 août 1901 à Bloemendaal, † octobre 1978 à Bâle), sculpteur, sculpteur de portrait, orfèvre ;
- la multimillionnaire Marie Stédérus Testut est née à Hohentannen, avant de partir pour la France après son mariage le 27 janvier 1938 avec Charles-Pierre Testut, directeur de la célèbre entreprise Testut, où elle s'est installée dans une superbe villa en Bourgogne.

## Monuments et curiosités
- Le château d'Oetlishausen, situé au nord-ouest du village, a été fondé par les fratres de otilehusen mentionnés en 1176. Le donjon remonte au 12e-13e s. La construction a subi plusieurs remaniements ultérieurs, notamment l'ajout d'une nouvelle habitation qui jouxte le donjon en 1590[3].
- La chapelle du château Saint-Michel est un édifice roman du 12e-13e s. Dans le chœur, fresques de Hans Haggenberg[4] vers 1500. Les plafonds en bois datent de la même époque[5].
- Château de Heidelberg et chapelle Sainte Catherine, consacrée en 1489.